# Amnon Lord

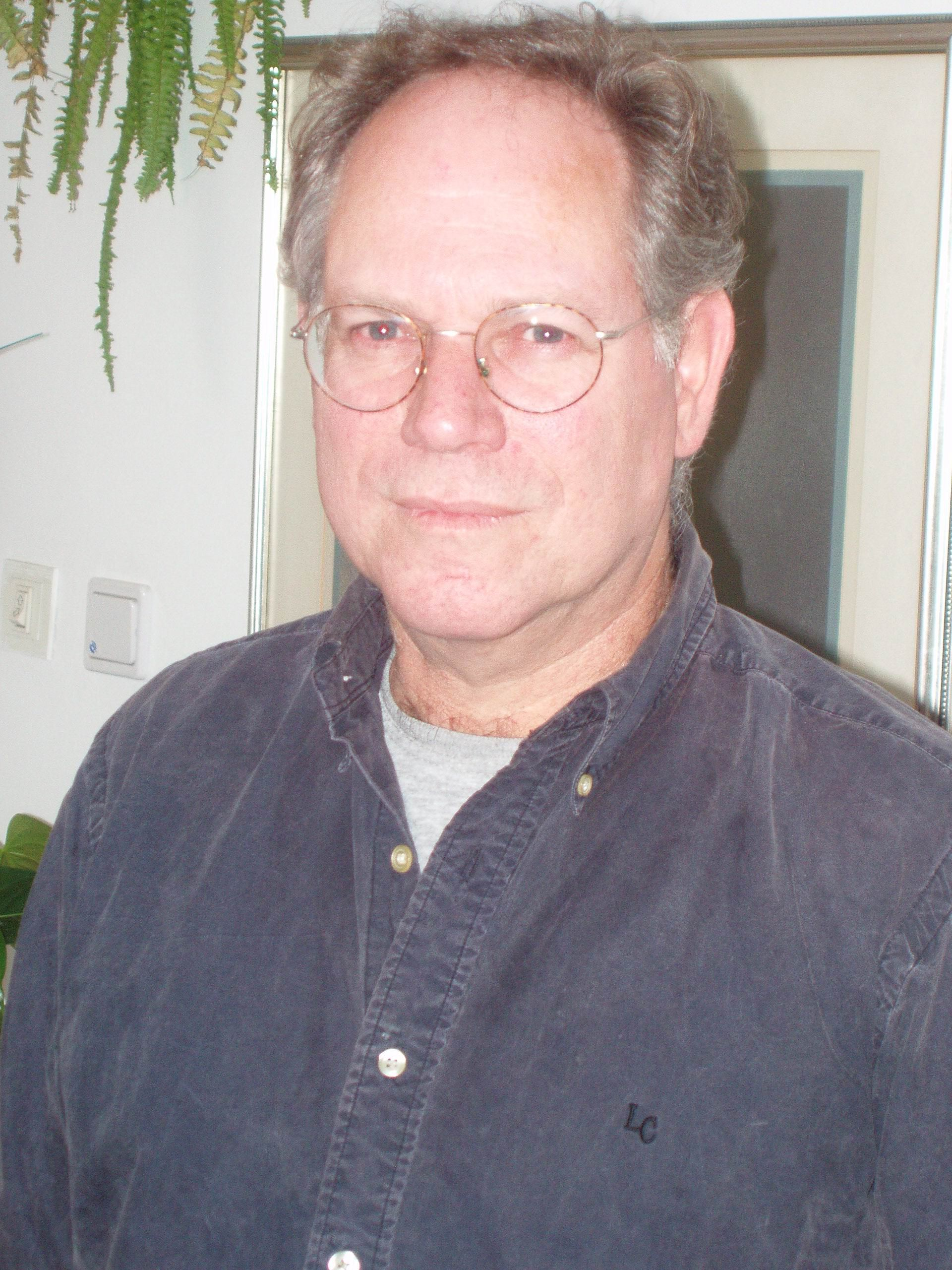
Amnon Lord

Amnon Lord (em hebraico:  אמנון לורד, nascido em 1952, Kibutz Ein Dor, Israel), é um jornalista israelita do jornal diário Makor Rishon.
Os artigos e ensaios de Lord sobre a mídia, cinema e política têm sido publicados no The Jerusalem Post.